# Provincie Hida

Mapa japonských provincií se zvýrazněnou provincií Hida

Provincie Hida (japonsky: 飛騨国; Hida no kuni) byla stará japonská provincie ležící v Tósandó na ostrově Honšú. Byla rovněž známá pod jménem Hišú (飛州). Na jejím území se dnes rozkládá severní část prefektury Gifu. Sousedila s provinciemi Mino, Ečizen, Kaga, Eččú a Šinano.
Hradním městem provincie bylo města Takajama. Hida byla pokryta hustými lesy, a proto se stala jedním z hlavních zdrojů dřeva ale i kovů pro ostatní provincie. Řeky tekoucí z Hidy do provincií Mino a Owari byly intenzivně využívány pro dopravu.
V roce 1585, Kanamori Nagačika, jeden u Nobunagových a později Hidejošiho generálů, obsadil provincii Hida a stal se místním vládcem. Později bojoval na straně Iejasu Tokugawy v bitvě u Sekigahary a jeho potomci v provincii vládli po celé období Edo.

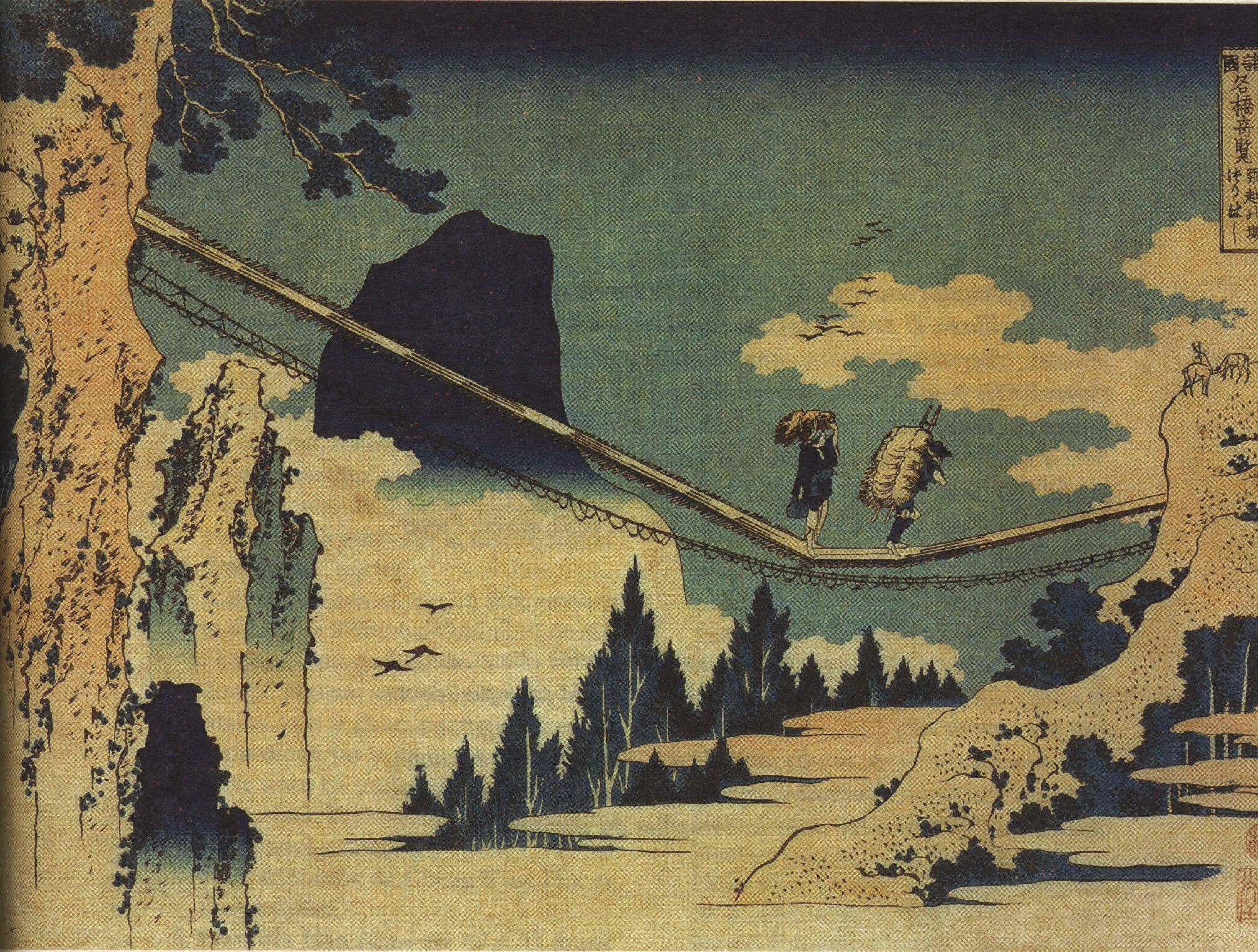
Most v provincii Hida